# ジャンプ・イントゥ・ザ・ファイアー
「ジャンプ・イントゥ・ザ・ファイアー」（Jump into the Fire）は、ニルソンが1971年に発表した楽曲。

## 概要
ニルソンはリチャード・ペリーをプロデューサーに迎え、1971年1月から新しいアルバムの制作に取り掛かった。彼はそれまでの作品の傾向からの脱却を強く望んでおり、アルバムのためにハードロック・スタイルの曲を一曲書いた。
「ジャンプ・イントゥ・ザ・ファイアー」のベーシック・トラックのために集められたミュージシャンはニルソン（エレクトリックピアノ）、クリス・スペディング（ギター）、ハービー・フラワーズ（ベース）、ジム・ゴードン（ドラムズ）の4人。レコーディングはロンドンのスタジオで行われた。フラワーズによれば、ニルソンからは「タムタムは多めに。ベースのリフはDメジャーで」という程度の指示しか与えられなかったという。レコードにはフェイドアウトで収められるだろうからと思い、フラワーズはメンバーを笑わせようと、セッションの途中でベースの一番下の弦のチューニングを下げ始めた。4人のラフな演奏に、ニルソンのボーカルとジョン・ウリーベのギター・ソロ、クラウス・フォアマンのリズム・ギター、ジミー・ウェッブのピアノがオーバーダビングされた。
1971年11月発売のアルバム『ニルソン・シュミルソン』に収録され、「ウィザウト・ユー」に続く第二弾シングルとして1972年3月にシングルカットされた。オリジナル・バージョンは6分54秒あるが、シングルは3分32秒に縮められた。
ビルボード・Hot 100の27位を記録。カナダでは16位、オーストラリアでは26位、西ドイツでは34位を記録した。
『グッドフェローズ』（1990年）、『ガール・ネクスト・ドア』（2004年）、『ボトル・ドリーム カリフォルニアワインの奇跡』（2008年）、『胸騒ぎのシチリア』（2015年）などの映画で使用された。

## 演奏者
- ニルソン - ボーカル、エレクトリックピアノ
- ジョン・ウリーベ - リード・ギター
- クリス・スペディング - リズム・ギター
- クラウス・フォアマン - リズム・ギター
- ハービー・フラワーズ - ベース
- ジミー・ウェッブ - ピアノ
- ジム・ゴードン - ドラムズ、パーカッション